# 丸松站

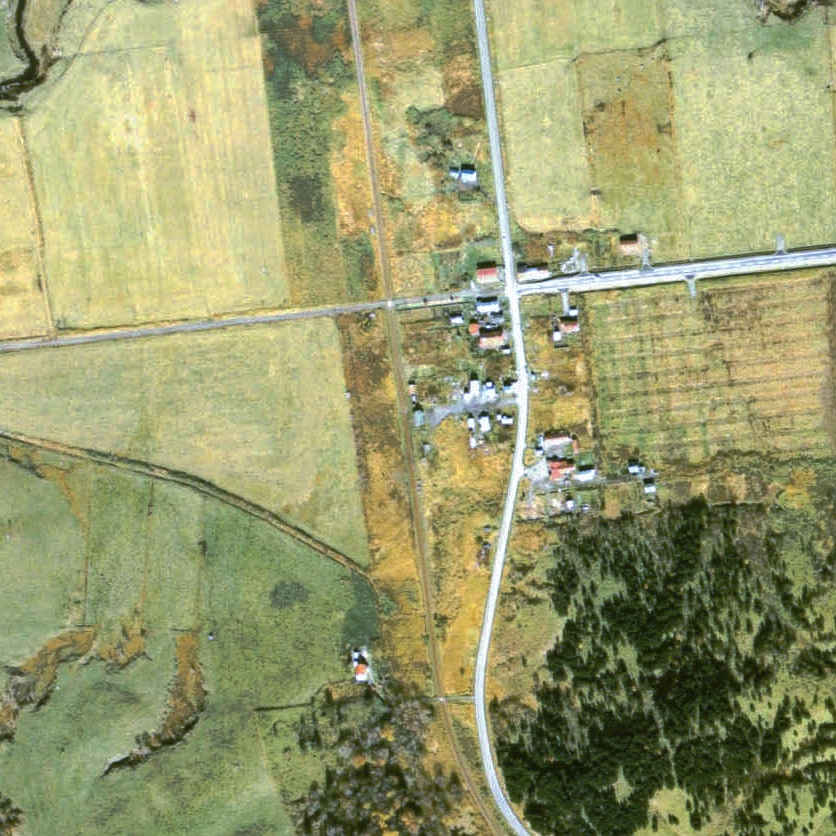
1977年的丸松站與方圓約500米範圍。上方為幌延方向。周邊為奶農地帶，車站附近有一些民居。右邊設有並行道路向北延伸，該道路是前國道232號。

丸松站（日语：／ Marumatsu eki */?）是位於北海道天鹽郡遠別町字丸松，日本國有鐵道（國鐵）的羽幌線車站（廢站）。隨著羽幌線廢線，車站在1987年（昭和62年）3月30日廢除。
部分普通列車通過此站。在1986年（昭和61年）11月1日的時間表中（廢除時的時間表），上下各有1班（急行「羽幌」後継繼停靠主要車站的列車）列車通過此站）。

## 歷史
- 1936年（昭和11年）10月23日 - 鐵道省天鹽線天鹽站至遠別站之間開通，此站啟用[3][1]。當時為一般車站[1]。
- 1949年（昭和24年）6月1日 - 日本國有鐵道成立，成為日本國有鐵道車站。
- 1958年（昭和33年）10月18日 - 天鹽線編入羽幌線，羽幌線全線開通，成為羽幌線的車站。
- 1970年（昭和45年）9月7日 - 結束處理貨物和行李[1]，同時成為無人車站（簡易委託化，委托站前商店發售車票）[4]。
- 1987年（昭和62年）3月30日 - 羽幌線全線廢除，此站也廢除。

## 車站構造
截至車站廢除前，車站是一座地面車站，設有1面1線的島式月台（只使用單邊）。月台位於路軌東邊（幌延方向的列車會開啟右邊車門）。曾經此站設有1面2線的島式月台，當時可進行列車交會。靠近車站大樓的路軌在停用列車交會設備後成為側線（但是截至1983年（昭和58年），在留萌一方和幌延一方兩邊均撒走了轉轍器）。
此站是無人車站。在有人車站時代，車站大樓已經存在。此外，站前的雜貨店被委托售賣車票（簡易委託車站）。
車站大樓位於站內東邊位置。大樓連接前往月台北邊的站內平交道。

## 車站周邊
- 國道232號（日语：国道232号）（天賣國道/日本海奧羅龍線（日语：日本海オロロンライン））

## 現況
截至2001年（平成13年），站內沒有任何痕蹟，只有站前商店。截至2010年（平成22年）也是同樣。車站遺址變成空地，遺留了木材和電柱。
另外，截至2011年（平成23年），附近的帕洛瑪烏奈川上還遺留了「帕洛瑪烏奈川橋樑」的橋柱。

## 相鄰車站
日本國有鐵道
羽幌線
遠別－（啟明臨時乘降場）－丸松－更岸
曾經此站與更岸站之間設有北里臨時乘降場，在1956年（昭和31年）5月1日啟用，在1970年（昭和45年）9月7日廢除。

## 注腳
1. 1 2 3 4 5  石野哲（編）. . JTB. 1998: 872. ISBN 978-4-533-02980-6 （日语）.
2. ↑  時刻表《JNR編集 時刻表 1987年4月号》（弘濟出版社，1987年4月發行）JR新聞13頁。
3. ↑   第1版. 札幌市: 日本国有鉄道北海道総局. 1973-3-25: 110. ASIN B000J9RBUY.
4. 1 2 3 4  書籍《国鉄全線各駅停車1 北海道690駅》（小學館，1983年7月發行）203頁。
5. ↑  書籍《鉄道廃線跡を歩くVIII》（JTB出版，2001年8月發行）38頁。
6. ↑  書籍《新 鉄道廃線跡を歩く1 北海道・北東北編》（JTB出版，2010年4月發行）45-46頁。
7. ↑  書籍《北海道の鉄道廃線跡》（著：本久公洋，北海道新聞社，2011年9月發行）220頁。

## 外部連結
- 羽幌線廢線跡調査 （页面存档备份，存于）（日語）